# Immeubles avec vestiges archéologiques
Les Immeubles avec vestiges archéologiques sont un site civil de la ville de Nîmes, dans le département du Gard et la région Languedoc-Roussillon. Ils sont inscrits monument historique depuis 2004.
Il y avait probablement là, du temps des Romains, une schola dans l’orbite de l’Augusteum.

## Localisation
Les édifices concernés sont situés 1A et 1bis avenue Jean-Jaurès et 7bis rue Saint-Dominique, à proximité du Quai de la Fontaine.

## Historique
- Ier siècle av. J.-C. : construction d'un édifice public.
- XVIIIe siècle : construction des immeubles.

## Découvertes
Des travaux de voirie en 1955 et 1956 permettent les premières découvertes archéologiques avenue Jean Jaures : bordure de mosaïque, fragments de corniches de chapiteaux et de colonnes en marbre. Des fouilles de sauvetage sont menées en 1983 et 1984 lors du chantier de rénovation de l'immeuble AGF. Elles mettent en évidence la présence d'un important bâtiment antique dont le plan n'est toutefois pas reconstitué, avec des éléments de mosaïque, et plusieurs sculptures, dont une tête d'homme en marbre et une statuette en bois représentant un Amour tenant une oie. Des fragments d'inscriptions comportent le mot BALNE (pour balneum), ce qui est peut-être l'indice de la présence d'un édifice lié à l'utilisation ou au culte des eaux.